# Gefängnis Uribana
Das Gefängnis Uribana befindet sich im Bundesstaat Lara in Venezuela. Es wurde im Jahr 2000 für 850 Insassen gebaut, zurzeit hat es mindestens 1427 Insassen.
Die Interamerikanische Kommission für Menschenrechte hat berichtet, dass in diesem Gefängnis regelmäßig Kämpfe zwischen Gefangenen für ein Publikum organisiert werden. Diese Praxis wird „das Kolosseum“ genannt. Im Jahr 2010 sind dabei mindestens 4 Insassen gestorben, mehr als 113 wurden verletzt. Im Jahr 2012 berichtete auch die New York Times über die Lage in diesem Gefängnis.
Im Januar 2013 sind bei Unruhen zumindest 61 Menschen umgebracht worden.

## Belege
1. ↑  Bericht über Menschenrechte in Uribana (englisch)
2. ↑  New York Times über Uribana
3. ↑  61 Tote in Uribana (El Universal)
4. ↑  Neue Unruhe in Uribana (2013)

Koordinaten: 10° 11′ 44″ N, 69° 20′ 44″ W